# Omphale mandibularis
Omphale mandibularis är en stekelart som först beskrevs av Girault 1915.  Omphale mandibularis ingår i släktet Omphale och familjen finglanssteklar. Inga underarter finns listade i Catalogue of Life.